# Franz Simandl

Franz Simandl in zeremonieller Uniform, vor 1900

Franz Simandl (* 1. August 1840 in Blatná, Böhmen; † 13. Dezember 1912 in Wien; auch: František Simandl) war ein tschechisch-österreichischer Kontrabassist und Musikpädagoge.

## Leben
Er studierte von 1855 bis 1862 bei Josef  Hrabě am Prager Konservatorium, das im 19. Jahrhundert für seine herausragende Kontrabass-Klasse internationalen Ruf genoss. Nach seinem Abschluss übersiedelte Simandl nach Wien, wo er als 1. Kontrabassist der k.k. Hofoper Karriere machte und in deren Orchestervorstand er viele Jahre aktiv war. Darüber hinaus hatte er die Kontrabass-Professur am Konservatorium der Gesellschaft der Musikfreunde für über vierzig Jahre, von 1869 bis 1910.

## Werk
Simandl galt zu seiner Zeit als einer der führenden Virtuosen auf seinem Instrument im deutschen Sprachraum: Zeitgenössischen Berichten zufolge war er in Bezug auf Spieltechnik und Tonqualität seinem international gefeierten Konkurrenten, dem Italiener Giovanni Bottesini, mindestens ebenbürtig. Aufgrund seiner ausgezeichneten Reputation wurde er von Richard Wagner, dessen Opern häufig technisch besonders anspruchsvolle Passagen für die tiefen Streicher enthalten, als 1. Kontrabassist ins Orchester der Bayreuther Festspiele berufen.
Weltweite Bekanntheit genießt Simandl bis heute durch die von ihm verfassten Lehrwerke Neueste Methode des Contrabass-Spieles, 30 Etüden für Kontrabass und Gradus ad Parnassum, die auch in der Gegenwart noch in weiten Teilen Europas, aber auch an den meisten Musikschulen der USA zur Grundausbildung auf dem Instrument herangezogen werden. Sein technischer Ansatz nutzt den ersten, zweiten und vierten Finger der linken Hand (der dritte und vierte agieren zusammen) zum Greifen der Saiten in den tiefen Regionen des Griffbretts und teilt dieses in verschiedenen Lagen. Der zweite Band der Kontrabassschule befasst sich mit dem Spiel in der Daumenlage, mit dem solistischen Spiel in hohen Registern und mit Flageoletts.
Simandls bevorzugtes Instrument war ein Kontrabass aus der Werkstatt des norditalienischen Geigenbauers Giovanni Paolo Maggini aus dem frühen 17. Jahrhundert.